# 张国军 (1972年)
张国军 (1972年1月—)，华中科技大学教授，中华人民共和国教育部长江学者特聘教授，现任华中科技大学工业技术研究院院长、广东省智能机器人研究院院长、制造装备数字化国家工程研究中心副主任，研究方向是电火花、激光等特种加工工艺与装备。